# Donorojo (Tretep)
Donorojo is een bestuurslaag in het regentschap Temanggung van de provincie Midden-Java, Indonesië. Donorojo telt 1003 inwoners (volkstelling 2010).